# Красотки (надсемейство)
Красотки (лат. Calopterygoidea) — надсемейство стрекоз из подотряда равнокрылых.

## Описание
Тело имаго, обычно, металлически блестящие зелёной или синей окраски. У большинства видов крылья окрашены. За узелком имеется не менее шести поперечных жилок. Птеростигма длинная. Развиваются в текущих водах.

## Систематика
В состав надсемейства входят 19 семейств. Возможно, надсемейство является парафилетическим:
В 2021 году было добавлено ещё 5 новых семейств и восстановлено 2 семейства. Предполагается, что семейства, ранее включённые в надсемейство Calopterygoidea, образуют немонофилетическую группу по отношению к Coenagrionoidea, состоящее из трёх основных групп и отдельно корневой род Priscagrion (группа 1)
- Amanipodagrionidae Dijkstra & Ware, 2021
- Amphipterygidae Selys, 1853
- Argiolestidae Fraser, 1957
- Calopterygidae Selys, 1850 — Красотки
- Chlorocyphidae Cowley, 1937
- Devadattidae Dijkstra, 2014
- Dicteriadidae Montgomery, 1959
- Euphaeidae Yakobson & Bianchi, 1905
- Heteragrionidae Rácenis, 1959
- Hypolestidae Fraser, 1938
- Lestoideidae Munz, 1919
- Megapodagrionidae Calvert, 1913
- Mesagrionidae Kalkman & Sanchez-Herrera, 2021
- Mesopodagrionidae Kalkman & Abbott, 2021
- Pentaphlebiidae Novelo-Gutiérrez, 1995
- Philogangidae Kennedy, 1920
- Philogeniidae Rácenis, 1959
- Philosinidae Kennedy, 1925
- Polythoridae Munz, 1919
- Priscagrionidae Kalkman & Bybee, 2021
- Protolestidae Dijkstra & Bybee, 2021
- Pseudolestidae Fraser, 1957
- Rhipidolestidae Silsby, 2001
- Rimanellidae Davies & Tobin, 1984
- Tatocnemididae Racenis, 1959
- Thaumatoneuridae Fraser, 1938

Incertae sedis
До 2021 года часть родов не имело определённого систематического положения.
- Agriomorpha (Rhipidolestidae)
- Amanipodagrion (Amanipodagrionidae)
- Bornargiolestes (Rhipidolestida)
- Burmargiolestes (Rhipidolestidae)
- Dimeragrion (?Heteragrionidae)
- Heteropodagrion (?Heteragrionidae)
- Mesagrion (Mesagrionidae)
- Mesopodagrion (Mesopodagrionidae)
- Priscagrion (Priscagrionidae)
- Protolestes (Protolestidae)
- Rhipidolestes (Rhipidolestidae)
- Sciotropis (?incertae sedis)
- Sinocnemis (Priscagrionidae)
- Tatocnemis (Tatocnemididae)